# Thunder Alley (serie televisiva)
Thunder Alley è una serie televisiva statunitense in 27 episodi trasmessi per la prima volta nel corso di 2 stagioni dal 1994 al 1995.
È una sitcom incentrata sulle vicende di un corridore di gare automobilistiche in pensione, Gil Jones, e sulla figlia di questi, Bobbi, che va a vivere con il padre in un appartamento nei pressi del Thunder Alley, un garage e scuderia, insieme con i suoi tre figli: Claudine (Kelly Vint), Jenny (Lindsay Felton) e Harry (Haley Joel Osment).

## Personaggi e interpreti
- Gil Jones (27 episodi, 1994-1995), interpretato da Edward Asner.
- Leland DuParte (27 episodi, 1994-1995), interpretato da Jim Beaver.
- Claudine Turner (27 episodi, 1994-1995), interpretata da Kelly Vint.
- Harry Turner (27 episodi, 1994-1995), interpretato da Haley Joel Osment.
- Jenny Turner (27 episodi, 1994-1995), interpretata da Lindsay Felton.
- Rita (26 episodi, 1994-1995), interpretata da Angelina Fiordellisi.
- Roberta 'Bobbi' Turner (19 episodi, 1994-1995), interpretata da Robin Riker.
- Jack Kelly (17 episodi, 1994-1995), interpretato da Andrew Keegan.
- Roberta 'Bobbi' Turner (8 episodi, 1994), interpretata da Diane Venora.
- Walter (8 episodi, 1994), interpretato da Ritch Brinkley.
- Brett (8 episodi, 1994), interpretato da Nick Searcy.
- Kathy (2 episodi, 1994-1995), interpretata da Brenda Song.
- Delores (2 episodi, 1994), interpretata da Bertila Damas.
- Gigi (2 episodi, 1994), interpretata da Gloria Dorson.
- Kookie (2 episodi, 1994), interpretato da Carmen Filpi.
- Danny (2 episodi, 1994), interpretato da Jeremy Jackson.

## Produzione
La serie, ideata da Carmen Finestra, David McFadzean e Matt Williams, fu prodotta da Touchstone Television e Wind Dancer Productions. Le musiche furono composte da Howard Pearl.

### Registi
Tra i registi della serie sono accreditati:
- Robby Benson (21 episodi, 1994-1995)
- John Rago (2 episodi, 1994)
- Pat Fischer-Doak (2 episodi, 1995)

## Distribuzione
La serie fu trasmessa negli Stati Uniti dal 9 marzo 1994 al 4 luglio 1995 sulla rete televisiva ABC. In Italia è stata trasmessa su RaiUno con il titolo Thunder Alley.
Alcune delle uscite internazionali sono state:
- negli Stati Uniti il 9 marzo 1994 (Thunder Alley)
- in Spagna (El callejón del trueno)
- in Portogallo (O Beco dos Sarilhos)
- in Francia (Une rue du tonnerre)
- in Italia (Thunder Alley)

## Episodi
| Stagione         | Episodi | Prima TV USA |
| ---------------- | ------- | ------------ |
| Prima stagione   | 8       | 1994-1994    |
| Seconda stagione | 19      | 1994-1995    |